# Monastero di San Martín de Cercito
Il Monastero di San Martín Cercito era un monastero medievale situato in un luogo detto Cercito, oggi disabitato, nella valle d'Acumuer, nel comune spagnolo di Sabiñánigo, nell'Alto Gállego, nella Provincia di Huesca nella comunità autonoma di Aragona. La sua costruzione risale ad un periodo tra il IX ed il X secolo.
La leggenda narra che il conte Galindo III d'Aragona, durante la caccia a un maiale selvatico quando si imbatté in una chiesetta con una targa su cui era scritto "Esta es la casa de Sta. Columba y de San Martín y de San Juan y de San Pedro" e, gradendo il luogo, decise di fondare un monastero dove potesse vivere una comunità devota a Dio giorno e notte.
Del monastero è rimasta documentazione, come il documento nº 11 del Cartulario de San Juan de la Peña, volume I, datato 920, in cui Galindo III stabilì i confini del Monastero di San Martino.
Il monastero ebbe una notevole importanza durante il regno d'Aragona, nella valle del fiume Aurín tra il IX ed il XV secolo. 